# Martina Künsberg Sarre
Martina Künsberg Sarre (auch: Martina von Künsberg Sarre) (* 17. Jänner 1976 in Graz) ist eine österreichische Politikerin (NEOS – Das Neue Österreich und Liberales Forum). Seit dem 23. Oktober 2019 ist sie Abgeordnete zum Nationalrat. Im November 2021 wurde sie auch in das Landesteam der NEOS in Niederösterreich gewählt. Künsberg Sarre ist Bildungs- und Wissenschaftssprecherin von NEOS.

## Leben
Martina Künsberg Sarre besuchte nach der Volksschule (in Graz) das (neusprachliche) Gymnasium der Ursulinen Graz, wo sie 1994 maturierte. Anschließend begann sie ein Diplomstudium der Politikwissenschaft in Kombination mit Publizistik und Französisch an der Universität Wien, das sie 2000 als Magistra abschloss. 1997 absolvierte sie an der Politischen Akademie der ÖVP eine Ausbildung zur Moderatorin und Projektmanagerin. Im Rahmen des Erasmus-Programmes war sie im Studienjahr 1997/98 an der Universität Göteborg und lernte Schwedisch. In Warth, NÖ besuchte sie eine Imkerschule.
Nach Abschluss des Studiums war sie bis 2003 Geschäftsführerin des Österreichischen Instituts für Jugendforschung. Danach war sie bis 2005 als Referentin für Universitäten, Fachhochschulen und Telemedizin am Bundesministerium für Bildung, Wissenschaft und Kultur und 2005/06 als Referentin in der Zentralstelle am Ministerium für Wissenschaft, Forschung und Kunst Baden-Württemberg tätig. 2007/08 war sie für die Österreichische Außenhandelsstelle München am Standort Stuttgart mit dem Aufbau und Leitung des Marketingbüros beschäftigt. 2010 wurde sie Projekt- und Organisationsberaterin bei der Promitto Organisationsberatung GmbH. Künsberg Sarre ist verheiratet und Mutter dreier Kinder.

## Politik
Martina Künsberg Sarre ist seit der Gründung der Partei 2012 bei NEOS aktiv. Bei der Nationalratswahl 2019 kandidierte sie für NEOS – Das Neue Österreich und Liberales Forum (NEOS) hinter Spitzenkandidat Nikolaus Scherak als Listenzweite im Landeswahlkreis Niederösterreich. Am 23. Oktober 2019 wurde sie zu Beginn der XXVII. Gesetzgebungsperiode als Abgeordnete zum österreichischen Nationalrat angelobt. Im NEOS-Parlamentsklub fungiert sie als Bildungs- und Wissenschaftssprecherin und setzt sich unter anderem für die überfällige Besetzung der Mitgliederpositionen des neuen Rats für Forschung, Wissenschaft, Innovation und Technologieentwicklung (FWIT-Rat) ein.
Sie tritt auch unter dem Namen Martina von Künsberg Sarre auf. NEOS-Sprecherin Susanne Leiter bezeichnete dies im November 2019 als Kunstnamen, es handle sich „nicht um einen Adelstitel“.
Seit November 2021 ist Martina Künsberg im Landesteams der NEOS Niederösterreich als weiteres Mitglied. Für die Nationalratswahl 2024 wurde sie NEOS-Spitzenkandidaten im Regionalwahlkreis Thermenregion. In der XXVIII. Gesetzgebungsperiode wurde sie neben Nikolaus Scherak und Stephanie Krisper Stellvertreterin von Klubobfrau Beate Meinl-Reisinger.